# Serie B de Chile 1937
Serie B de Chile 1937 var den tredje säsongen av Serie B de Chile, föregångaren till Primera B de Chile. Totalt deltog tio lag i serien och alla lagen mötte varandra en gång vardera, vilket gav nio matcher totalt per lag. Universidad de Chile vann serien före Santiago National. Serien spelades mellan juni och december 1937. Detta var den första gången som reservlag till lag i Primera División deltog.

## Tabell
Antal gjorda och insläppta mål är okänt för alla lag förutom Universidad de Chile, därför står enbart nollor i de kolumnerna.
| Lag                  | S | V | O | F | GM | IM | MS  | P  |
| -------------------- | - | - | - | - | -- | -- | --- | -- |
| Universidad de Chile | 9 | 8 | 1 | 0 | 47 | 10 | +37 | 17 |
| Santiago National    | 9 | 7 | 0 | 2 | 0  | 0  | 0   | 14 |
| Universidad Católica | 9 | 6 | 0 | 3 | 0  | 0  | 0   | 12 |
| Santiago Badminton B | 9 | 3 | 2 | 4 | 0  | 0  | 0   | 8  |
| Colo-Colo B          | 9 | 3 | 2 | 4 | 0  | 0  | 0   | 8  |
| Green Cross          | 9 | 3 | 2 | 4 | 0  | 0  | 0   | 8  |
| Magallanes B         | 9 | 3 | 1 | 5 | 0  | 0  | 0   | 7  |
| Unión Española B     | 9 | 3 | 1 | 5 | 0  | 0  | 0   | 7  |
| Santiago Morning B   | 9 | 1 | 2 | 6 | 0  | 0  | 0   | 4  |
| Audax Italiano B     | 9 | 0 | 1 | 8 | 0  | 0  | 0   | 1  |

## Källa
Den här artikeln är helt eller delvis baserad på material från spanskspråkiga Wikipedia.